# Tossal del Mor
El Tossal del Mor és una muntanya de 400 metres que es troba al municipi de Tàrrega, a la comarca catalana de l'Urgell.